# Agrotis scaenica
Agrotis scaenica är en fjärilsart som beskrevs av Köhler 1967. Agrotis scaenica ingår i släktet Agrotis och familjen nattflyn. Inga underarter finns listade i Catalogue of Life.